# اوتروتسی (ورنگاچکا بانگا)
اوتروتسی (به صربی: Otroci) یک منطقهٔ مسکونی در صربستان است که در ورنگاچکا بانگا واقع شده‌است. اوتروتسی ۱۴٫۷۰ کیلومتر مربع مساحت و ۴۹۸ نفر جمعیت دارد.